# آشفته (فیلم ۱۹۹۰)
آشفته (انگلیسی: Disturbed) یک فیلم ترسناک و دلهره‌آور آمریکایی محصول سال ۱۹۹۰ به کارگردانی چارلز وینکلر با بازی مالکوم مک‌داول در نقش روانپزشکی است که به زن جوانی که تحت مراقبت او بود تجاوز می کند و ۱۰ سال بعد باید با دختر انتقام جوی او برخورد کند.

## داستان
دکتر دریک راسل (مالکوم مک‌داول) به یکی از بیماران تحت مراقبت خود تجاوز می‌کند. زمانی که بیمار مدت کوتاهی بعد خود را از پشت بام پرت می‌کند، خودکشی خود را نتیجه افسردگی او توصیف می‌کند. ده سال بعد، او قصد دارد به بیمار دیگری به نام سندی رامیرز (پاملا گیدلی) تجاوز کند. چیزی که راسل نمی‌داند این است که سندی دختر قربانی قبلی خود است و او در صدد انتقام گرفتن است.